# 周家鼎
周家鼎（1922年—2020年11月13日），男，直隶（今河北）南皮人，中国人民解放军将领，軍銜為中将。

## 生平
周家鼎是直隶（今河北）沧州南皮县冯家口镇刘文庄村人。1936年，加入中华民族解放先锋队。1937年参加共产党领导的三十一抗日游击支队。1938年参加八路军。同年加入中国共产党。曾任八路军东进抗日挺进纵队营教导员，转战于冀鲁边、鲁西、冀鲁豫战区。第二次国共内战期间，参加了平汉、定陶、鲁西南等战斗和挺进大别山、淮海战役、渡江战役等。
1949年，参加成都会战后部队进驻川南地区担负清剿残匪。1950年，任第三野战军十八军五十二师政治部主任。参加了昌都战役。1951年8月，进军拉萨。任西藏军区干部部长。后抵达江孜、亚东、日喀则地区，兼任江孜分工委书记。1954年调西南军区，任贺龙司令员办公室秘书。1956年，调任周恩来总理办公室军事秘书。文化大革命期间，往铁道部二七机车车辆厂执行“三支两军”任务。任工厂党委书记、革委会主任。1973年任北京市委常委，担任北京市委秘书长、北京市革委会副主任。1980年由地方转回部队。任军事学院副教育长、政治部主任。1985年任中国人民解放军国防大学纪律检查委员会专职书记。1988年授予中将军衔。1991年离休。
2020年11月13日在北京逝世，享年98岁。